# Miss Russland

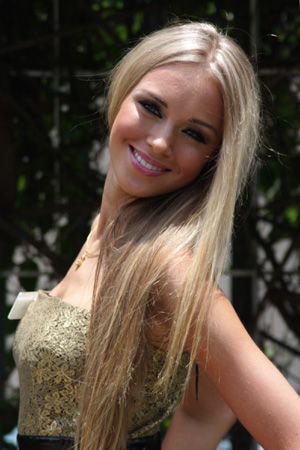
Xenia Suchinowa, Miss Russland 2007

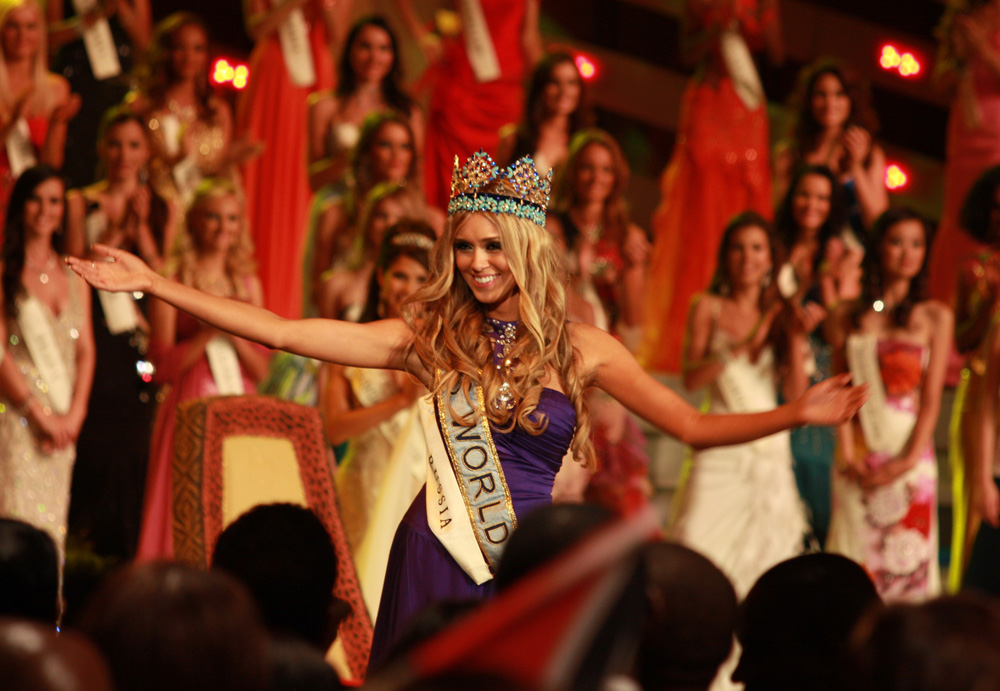
Miss World 2008: Xenia Suchinowa aus Russland

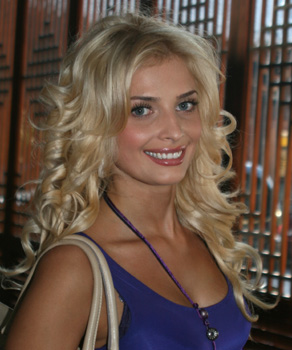
Tatjana Kotowa, Miss Russland 2006

Miss Russland ist ein nationaler Schönheitswettbewerb für unverheiratete Frauen in Russland, der im Inland Miss Rossija (Мисс Россия) heißt. Er wurde bereits in den 1920er und 1930er Jahren durchgeführt, um eine Kandidatin für den Miss-Europe-Wettbewerb zu ermitteln. Die ersten russischen Miss-Wahlen fanden 1926 in Paris statt. Bis 1928 lautete der Titel der Siegerin sinngemäß Königin der russischen Kolonie in Paris, ab 1929 Miss Russland.
Damals nahmen Emigrantinnen teil, die seit der Oktoberrevolution mit ihren Eltern in Paris im Exil lebten. Teilnahmekriterien waren die russische Herkunft und ein russischer Pass. So stammten Nina de Pohl und Marianne Gorbatowsky aus St. Petersburg. Veranstaltet wurde der Wettbewerb von der Zeitschrift La Russie illustrée (Иллюстрированная Россия).
Für die Sowjetunion gab es bis kurz vor ihrem Auseinanderfall keine Misswahlen. Die ersten fanden im Jahr 1989 statt.
Seit 1992 werden jährliche Wettbewerbe ausgetragen. Finalistinnen nehmen an den internationalen Wahlen zur Miss World, Miss Universe, Miss Europe und Miss Baltic Sea teil.
1995 wurde ein zusätzlicher Wettbewerb um die Schönste Russlands (Krasa Rossii, Краса России) eingeführt, die derzeit zur Miss World kandidiert.
Seit 2004 gibt es einen Wettbewerb um die Miss Universe Russia (Мисс Вселенная, Россия), die ihr Land bei der Miss Universe vertritt.

## Siegerinnen vor dem Zweiten Weltkrieg
| Jahr | Name                             | Russische Form                              |
| ---- | -------------------------------- | ------------------------------------------- |
| 1926 | Larisa Popova                    | Ларисса Попова                              |
| 1927 | Kira Skljarova                   | Кира Склярова                               |
| 1928 | Nina Severskaya                  | Нина Северская                              |
| 1929 | Valentina Osterman(n)            | Валентина Остерман                          |
| 1929 | Irina Lewitskaja                 | Ирина Левицкая                              |
| 1930 | Irene Wentzell [Wentzel]         | Ирина Венцель                               |
| 1931 | Marina Shalyapina [Chaliapine]   | Марина Шаляпина [Марина Федоровна Шаляпина] |
| 1932 | Nina de Pohl                     | Нина Поль                                   |
| 1933 | Tatiana Maslova                  | Татьяна Маслова                             |
| 1934 | Ekaterina Antonova               | Екатерина Антонова                          |
| 1935 | Marianne Gorbatowsky             | Марианна Горбатовская                       |
| 1936 | Aria(d)ne Gedeonova              | Ариадна Алексеевна Гедеонова                |
| 1937 | Irina Ilina                      | Ирина Ильина                                |
| 1938 | Evgenia Dashkevich [Dachkevitch] | Евгения Дашкевич                            |
| 1939 | Irina Borodulina                 | Ирина Бородулина                            |

Anm.: abweichenden Schreibweisen in eckigen Klammern.

## Miss UdSSR (Мисс СССР)
| Jahr | Name                 | Russische Form       |
| ---- | -------------------- | -------------------- |
| 1989 | Julia Sukhanova      | Юлия Суханова        |
| 1990 | Maria Kezha          | Мария Кежа           |
| 1991 | Ilmira Shamsutdinova | Ильмира Шамсутдинова |

## Miss Rossija (Мисс Россия)
| Jahr | Name                  | Russische Form        |
| ---- | --------------------- | --------------------- |
| 1993 | Anna Baitchik         | Анна Байчик           |
| 1994 | nicht ausgetragen     | nicht ausgetragen     |
| 1995 | Elmira Touyusheva     | Эльмира Туюшева       |
| 1996 | Alexandra Petrova     | Александра Петрова    |
| 1997 | Yelena Rogozhina      | Елена Рогожина        |
| 1998 | Anna Malova           | Анна Малова           |
| 1999 | nicht ausgetragen     | nicht ausgetragen     |
| 2000 | Anna Kruglova         | Анна Круглова         |
| 2001 | Oxana Fjodorowa       | Оксана Федорова       |
| 2002 | Svetlana Koroleva     | Светлана Королева     |
| 2003 | Wiktorija Lopyrjowa   | Виктория Лопырёва     |
| 2004 | Diana Zaripova        | Диана Зарипова        |
| 2005 | Alexandra Ivanovskaya | Александра Ивановская |
| 2006 | Tatjana Kotowa        | Татьяна Котова        |
| 2007 | Xenia Suchinowa       | Ксения Сухинова       |
| 2008 | nicht ausgetragen     | nicht ausgetragen     |
| 2009 | Sofija Rudjewa        | София Рудьева         |
| 2010 | Irina Antonenko       | Ирина Антоненко       |
| 2011 | Natalja Gantimurowa   | Наталья Гантимурова   |
| 2012 | Elisaweta Golowanowa  | Елизавета Голованова  |
| 2013 | Elmira Abdrazakowa    | Эльмира Абдразакова   |
| 2014 | Julia Alipowa         | Юлия Алипова          |
| 2015 | Sofia Nikitchuk       | София Никитчук        |

## Krasa Rossii (Краса России)
| Jahr | Name                | Russische Form      |
| ---- | ------------------- | ------------------- |
| 1995 | Yelena Basina       | Елена Базина        |
| 1996 | Victoria Tsapitsyna | Виктория Цапицына   |
| 1997 | Liudmila Popova     | Людмила Попова      |
| 1998 | Tatyana Mokrushina  | Татьяна Мокрушина   |
| 1999 | Elena Efimova       | Елена Ефимова       |
| 2000 | Anna Bodareva       | Анна Бодарева       |
| 2001 | Irina Kovalenko     | Ирина Коваленко     |
| 2002 | Anna Tatarintseva   | Анна Татаринцева    |
| 2003 | Svetlana Goreva     | Светлана Горева     |
| 2004 | Tatyana Sidortchuk  | Татьяна Сидорчук    |
| 2005 | Julia Iwanova       | Юлия Иванова        |
| 2006 | Alexandra Mazur     | Александра Мазур    |
| 2007 | Natalia Andreeva    | Наталья Андреева    |
| 2008 | Sofia Larina        | Софья Ларина        |
| 2009 | Evgenia Lapova      | Евгения Лапова      |
| 2010 | Daria Konowalova    | Дарья Коновалова    |
| 2011 | Natalia Perewersewa | Наталья Переверзева |
| 2012 | Elina Kireewa       | Элина Киреева       |
| 2013 | Anastasia Trusowa   | Анастасия Трусова   |

## Miss Universe Russia (Мисс Вселенная, Россия)
| Jahr | Name               | Russische Form    |
| ---- | ------------------ | ----------------- |
| 2001 | Oksana Kalandyretz | Оксана Каландырец |
| 2003 | Olesya Bondarenko  | Олеся Бондаренко  |
| 2004 | Ksenia Kustova     | Ксения Кустова    |
| 2005 | Natalya Nikolayeva | Наталия Николаева |
| 2006 | Anna Litvinova     | Анна Литвинова    |
| 2008 | Vera Krassova      | Вера Красова      |

Anmerkung zur Schreibweise der Namen: Die russische ist die Originalform. Alle anderen wurden aus der russischen Form übertragen, jedoch nicht in wissenschaftlicher Transliteration oder Transkription, sondern in der bei internationalen Wettbewerben verwendeten Weise, die zumeist dem Englischen angeglichen ist. Diese ist jedoch nicht einheitlich. So wird zum Beispiel Miss Rossija 2001, Оксана Федорова, die im Folgejahr den Titel der Miss Universe erlangte, mit Oxana Fedorova oder Oksana Fyodorova umschrieben, wobei die zweite Schreibweise der Aussprache angeglichen ist. – Die Namen der Siegerinnen vor dem Krieg lagen meist zuerst in lateinischer Schrift vor. Hier gibt es zum Teil erhebliche Abweichungen untereinander und zur russischen Form. Daher wurden hier mitunter mehrere Schreibungen berücksichtigt.